# Shinobi
《Shinobi》是世嘉於2002年末在PlayStation 2平台推出的3D動作遊戲。雖然名稱源自1987年街機作品《忍 -SHINOBI-》，但世界觀翻新，僅保留八双跳和八方手裡劍。共八大章，每章分上下回，主線共16關。各關除了進入頭目戰外都一鏡到底且不能中途復活。破關後可選關，並追加EX關卡。有兩個隱藏角色可解鎖。

## 玩法
因為從過往的2D轉為3D，所以手裏劍主要是拿來麻痺敵人，不再是主力進攻手段。相對地，斬擊被強化，與設定上主角持有的妖刀「惡食」發展成「殺陣」系統，當玩家以斬擊打倒敵人時會提升攻擊力4秒，期間再以斬擊打倒敵人會再次提升攻擊力並延長期限，清除4個以上的敵人時有殘心演出，可以得到較多道具。7人以上會搭配各章追加特效。在最大限度的9人殺陣時玩家的攻擊力會由8次提升來到原本的60倍，甚至連頭目都可能一擊必殺，有別於大多動作類必須慢慢消磨頭目體力的窠臼。
反之，設定上主角持有的妖刀「惡食」因為對魂魄飢渴，因此如果玩家太久不殺敵則會反遭妖刀「惡食」吸收體力。
此外，本作十分強調高速走位與空中戰。玩家常駐的分身衝刺可以在空中搭配鎖定機制對付空中的敵人，並在空中砍傷敵人後重複使用，甚至全程不落地清除空中敵人。這在中後期關卡是重要的過關手段。

## 世界觀與劇情
舞台設定在近未來風與咒術、忍術並存的日本。邪惡的陰陽師產土卑瑠呼因不明原因從封印中甦醒，玩家扮演遭其滅門的朧之一族頭目「秀真」踏上復仇之旅。然而遭咒術驅使來阻擋他的除了式神、武裝載具外，還有死去的族人。這也讓他再次記起他已不是第一次被迫手刃自己人。
《Shinobi》共八大章，每章分上下回。各關卡名稱典故對應北斗七星自「斗杓」藉由「斗魁」通往北極星的順序。遊戲中把攻擊力提升至最大的九人殺陣出自九字護身法。

## 開發
《Shinobi》的開發始於2001年5月左右，瓜生貴士擔任製作人，團隊大約50人。原先打算出在Dreamcast，因主機停產轉往PlayStation 2。瓜生認為當下動作遊戲參雜太多解謎要素（同世代動作遊戲大作為《鬼武者》和《惡魔獵人》），希望把動作與解謎的比例控制在6:4（此外本作也無任何升級系統，僅在序盤關卡後解鎖「惡食」能力）。醒目的圍巾則出自閃靈悍將。
美版的血腥度更高，被咒術操弄的主角族人雜兵在死亡時也會跟其他敵人一樣肢解，所以ESRB評為M級。在難易度方面取消了日版的EASY，追加了比HARD更難的SUPER。

## 其他媒體

### 漫畫
在2002年由黑馬漫畫發行，作者為Scott Allie，作畫為Paco Medina。

### 原聲帶
由Sten och Flod發行。

### 設定資料集
由角川出版。

## 評價與影響
本作因為可以在頭目戰拖時間反覆打雜兵賺分，所以計分幾乎失去意義。玩家轉而追求最速通關。官方後來也舉辦了競速比賽。
原先預估賣十萬套，卻因口碑賣了三十萬套。催生了續作《KUNOICHI》，在台推出了中文版「女忍者」。

## 外部連結
- 莫比游戏上的《Shinobi》（英文）